# さつき町 (海老名市)
さつき町（さつきちょう）は、神奈川県海老名市の地名。丁番を持たない単独町名で、住居表示未実施。

## 地理
市内西部、小田急小田原線とJR相模線（および相鉄厚木線）の間に位置する。地内の大半は団地である。
東・北・西を河原口に囲まれ、南は中新田に接する。

## 歴史
元は大字河原口および中新田の一部であった。1968年（昭和43年）頃より東京急行電鉄が当地の水田を埋め立てて団地を造成し、1973年（昭和48年）に単独の町として分立した。

### 地名の由来
海老名市の「市の花」に指定されているサツキにちなむ。

### 沿革
- 1973年（昭和48年）5月1日 - 河原口および中新田の一部が分離してさつき町が成立。

## 世帯数と人口
2023年（令和5年）1月1日現在（海老名市発表）の世帯数と人口は以下の通りである。
| 町丁     | 世帯数  | 人口    |
| -------- | ------- | ------- |
| さつき町 | 888世帯 | 1,740人 |

### 人口の変遷
国勢調査による人口の推移。
| 年                 | 人口  |
| ------------------ | ----- |
| 1995年（平成7年）  | 2,537 |
| 2000年（平成12年） | 2,293 |
| 2005年（平成17年） | 2,154 |
| 2010年（平成22年） | 1,981 |
| 2015年（平成27年） | 1,919 |
| 2020年（令和2年）  | 1,806 |

### 世帯数の変遷
国勢調査による世帯数の推移。
| 年                 | 世帯数 |
| ------------------ | ------ |
| 1995年（平成7年）  | 871    |
| 2000年（平成12年） | 870    |
| 2005年（平成17年） | 856    |
| 2010年（平成22年） | 876    |
| 2015年（平成27年） | 908    |
| 2020年（令和2年）  | 888    |

## 学区
市立小・中学校に通う場合、学区は以下の通りとなる（2022年12月時点）。
- 番・番地等 : 全域
  - 小学校 : 海老名市立中新田小学校
  - 中学校 : 海老名市立海西中学校

## 事業所
2021年（令和3年）現在の経済センサス調査による事業所数と従業員数は以下の通りである。
| 町丁     | 事業所数 | 従業員数 |
| -------- | -------- | -------- |
| さつき町 | 26事業所 | 323人    |

### 事業者数の変遷
経済センサスによる事業所数の推移。
| 年                 | 事業者数 |
| ------------------ | -------- |
| 2016年（平成28年） | 15       |
| 2021年（令和3年）  | 26       |

### 従業員数の変遷
経済センサスによる従業員数の推移。
| 年                 | 従業員数 |
| ------------------ | -------- |
| 2016年（平成28年） | 217      |
| 2021年（令和3年）  | 323      |

## 交通
地内を通過するバス路線および高速道路・国道・県道はない。

### 鉄道
南端を小田急小田原線、西端をJR相模線が通過する。最寄り駅は両路線の厚木駅（南西端に隣接）。

## 施設
- 海老名市立海西中学校
- 海老名市医療センター
- 海老名市立えびな市民活動センター
  - 交流館（ビナレッジ）
  - レクリエーション館（ビナスポ）
- 海老名幼稚園
- さつき住宅
- 東急ドエル海老名プラーザ

## その他

### 日本郵便
- 郵便番号 : 243-0421[3]（集配局 : 綾瀬郵便局[14]）。